# Tołstaja Dubrowa
Tołstaja Dubrowa (ros. Толстая Дуброва) – wieś w Rosji, w Kraju Ałtajskim, w rejonie alejskim. W 2010 liczyła 460 mieszkańców.